# Шаур
Шаур (Шаур-Руд, Шаурруд), также Шахвар, Шевер (перс. رودخانه شاوور‎) — маловодная река в Иране, левый приток Керхе (античного Хоаспа; бассейн Тигра). Истоки Шаура питаются водами Керхе и расположены в 5 км к северу от Шуша, западнее городов Эндимешк и Дизфуль. Течёт на юг по аллювиальной равнине в междуречье Керхе и Дез, восточнее Керхе, параллельно шоссе Эндимешк — Ахваз. Река делит город Шуш (древние Сузы) на две половины, огибая с запада сузский акрополь. Питает водно-болотное угодье Шаур (Хор-Шаур). Река более не впадает в Керхе. По искусственному каналу впадает в Карун (бассейн Шатт-эль-Араб) на северной окраине города Ахваз.
Многие исследователи (Вальтер Хинц) отождествляют Шаур с библейской рекой Улай (Дан. 8:2, 16) (Эвлей, Элеус, Евлей, др.-греч. Εὔλαιος, лат. Eulaeus). Другие исследователи считают, что Эвлей — существовавший в древности водный поток, который включал в себя Шаур. Вероятно, что, в древности, Шаур соединялся каналом с Керхе и таким образом являлся левым рукавом Керхе. Канал делал Шаур судоходным. Флот Александра Македонского под командованием Неарха прибыл в Сузы по Эвлею, затем Александр с флотом спустился по Эвлею к Персидскому заливу.
Хозяйство древнейшего на территории Ирана государства Элам, которое возникло в 3-м тысячелетии до н. э. в Хузестане, базировалось на орошении земель в долинах рек Керхе и Шаур. При Ахеменидах долины Керхе и Шаура, особенно в области Суз были менее удобны для интенсивной ирригации, возможно, в результате разрушения плотин и дамб в их верховьях, а также из-за засолённости почв по причине их долговременной эксплуатации в эпоху могущества Эламского царства. Немногочисленное население Сузианы удовлетворяло свои жизненные потребности, скорее всего, почти исключительно за счёт эксплуатации богарных земель, как это было в ранние периоды истории этого региона. Антиклиналь Шаур, обозначенная грядой низких холмов, прорезана двумя каналами, сооружёнными 1700 лет назад. Действующий ныне канал врезан в первичное ложе на 3,6 м, что связано со скоростью поднятия вала, которая составляет 0,2 м в столетие.

## Болото Шаур
Болото Шаур площадью 12 тыс. га — большое пресноводное болото с относительно небольшим количеством открытой воды в 45 км к северо-западу от Ахваза. В воде обильно растут плавающие и подводные водные растения. Обширные заросли тростника и рогоза окружены сезонно затопляемыми осоковыми болотами и пахотными землями.
Болото является важным районом размножения птиц родов белых цапель и цапель, в том числе рыжей цапли, мраморного чирка, болотного луня, султанки, ходулочника, луговой тиркушки, белохвостой пигалицы, тонкоклювой камышевки и туркестанской камышевки (Acrocephalus stentoreus Hemprich et Ehrenberg, 1833). Участок также очень важен для зимовки кудрявого пеликана, цапель и белых цапель, обыкновенной колпицы, серого гуся, водоплавающих уток (более 20 тыс.), лысухи, ходулочника, белохвостой пигалицы и большого веретенника. Встречается священный ибис, летом — белый аист.

## Гробница пророка Даниила
Согласно мусульманскому преданию, которое разделяют персидские евреи, ветхозаветный пророк Даниил похоронен между городами Дизфуль и Шуштер, близ реки Шаур. Вениамин Тудельский, посетивший город Шуш около 562 г. х. (1167) сообщил:
Пред одною синагогой находится гробница пророка Даниила, блаженной памяти. Река Тигр разделяет город на две половины, соединенные между собою мостом; в одной части города, обитаемой евреями, находятся рынки, лавки, производится вся торговля и живут зажиточные люди; на другой же стороне все бедняки: там нет ни рынков, ни торговли, ни садов, ни огородов. Это обстоятельство возбудило в последних зависть; они были уверены, что всё благосостояние живущих за мостом зависело от того единственно, что блаженный пророк Даниил похоронен на их стороне, потому стали домогаться, чтобы гроб Даниилов был перенесен к ним; но когда другая сторона воспротивилась и не хотела этого позволить, то между соседями возгорелась война, которая длилась до тех пор, пока не утомила обе стороны и они пришли к такому, соглашению, чтобы гроб Даниила поочередно находился один год по одну сторону реки, а другой — по другую сторону. Условие это соблюдалось верно с обеих сторон и продолжалось до появления царя Санигара Шах-бен-Шаха, который властвовал над всеми персидскими царями. <…> Однажды этот великий властитель Санигар, царь персидский, пришел сюда и, увидев, как гроб Даниила переносят с одного берега на другой и при этой процессии массы народа — евреи и измаильтяне — толпятся на мосту, спросил: «Что это значит?» И когда ему все подробно объяснили, он сказал: «Такого неуважения к гробу пророка Даниила я допустить не могу, а лучше измерьте равное пространство между обоими берегами и, вложив гроб в стеклянную раку, повесьте его на железных цепях на самой средине моста и на том месте постройте синагогу для всех людей, так, чтобы кто ни вздумал, еврей ли, или нееврей, мог приходить сюда молиться». И по сие время рака Даниила висит на мосту. Причем царь повелел, чтобы рыбаки на расстоянии целой мили, вверх против течения и вниз по течению, не смели ловить в реке рыбу из уважения к пророку Даниилу.
Автор XIV века Мостоуфи, который описал в 809 г. х. город Шуш как процветающий, поместил гробницу Даниила западнее города и добавил, что в честь пророка ни одна рыба в реке никогда не подвергалась насилию со стороны людей. Согласно другому популярному мусульманскому преданию, Умар ибн аль-Хаттаб, второй праведный халиф приказал Абу Мусе аль-Ашари похоронить Даниила в русле реки.
В XII веке на месте гробницы построен комплекс. В 1869 году при наводнении он был разрушен. Современный мавзолей пророка Даниила — реконструкция XIX века.